# Centrosema seymourianum
Centrosema seymourianum är en ärtväxtart som beskrevs av Paul R. Fantz. Centrosema seymourianum ingår i släktet Centrosema och familjen ärtväxter. Inga underarter finns listade i Catalogue of Life.